# 京都府にある建造物の重要文化財一覧
京都府にある建造物の重要文化財一覧（きょうとふにあるけんぞうぶつのじゅうようぶんかざいいちらん）は、重要文化財の建造物のうち、京都府にあるものの一覧である。
文化財保護法では重要文化財は大きく「建造物」と「美術工芸品」の2つの部に分かれているが、本記事では建造物のみを扱う。なお重要文化財のうち特に価値の高いものは国宝に指定されている。文化財保護法の規定では、国宝は重要文化財指定物件のうちから指定することとされている（同法第27条第2項）。

## 京都市

### 左京区
- 往生極楽院阿弥陀堂〔京都市左京区大原来迎院町〕 - 三千院内
- 賀茂御祖神社(かもみおやじんじゃ) 33棟〔京都市左京区下鴨泉川町〕 - 一部国宝 - 下鴨神社
  - 東本殿 - 国宝
  - 西本殿 - 国宝
  - （ほか31棟） - 明細は賀茂御祖神社参照
- 旧武徳殿〔京都市左京区聖護院円頓美町〕
- 旧三井家下鴨別邸 3棟、土地〔京都市左京区下鴨宮河町〕
  - 主屋
  - 玄関棟
  - 茶室
- 金戒光明寺三重塔（こんかいこうみょうじさんじゅうのとう）〔京都市左京区黒谷町〕
- 金地院茶室（こんちいんちゃしつ）〔京都市左京区南禅寺福地町〕 - 南禅寺塔頭、別名「八窓席」
- 金地院本堂
- 西翁院茶室〔京都市左京区黒谷町〕 - 金戒光明寺塔頭、別名「澱看席（よどみのせき）」
- 慈照寺銀閣〔京都市左京区銀閣寺町〕 - 国宝
- 慈照寺東求堂（じしょうじとうぐどう） - 国宝
- 聖護院書院（しょうごいんしょいん）〔京都市左京区聖護院中町〕
- 勝林院宝篋印塔〔京都市左京区大原勝林院町〕
- 眞正極樂寺本堂（しんしょうごくらくじほんどう）〔京都市左京区浄土寺真如町〕
- 清流亭 3棟、土地〔京都市左京区南禅寺下河原町〕
  - 主屋
  - 寄付（よりつき）
  - 立礼席（りゅうれいせき）
- 瀧澤家住宅（京都市左京区鞍馬本町）〔京都市左京区鞍馬本町〕
- 知恩寺 9棟〔京都市左京区田中門前町〕 - 明細は知恩寺参照
- 東照宮〔京都市左京区南禅寺福地町〕 - 金地院
- 南禅寺三門〔京都市左京区南禅寺福地町〕
- 南禅寺勅使門
- 南禅寺方丈 - 国宝
- 清風荘 12棟〔京都市左京区田中関田町〕 - 明細は清風荘参照
- 野村碧雲荘 17棟、土地〔京都市左京区南禅寺下河原町・南禅寺福地町〕 - 明細は碧雲荘参照
- 峰定寺仁王門（ぶじょうじにおうもん）〔京都市左京区花背原地町〕
- 峰定寺本堂及び供水所 2棟
- 平安神宮 6棟〔京都市左京区岡崎入江町・岡崎西天王町〕 - 明細は平安神宮参照
- 曼殊院（まんしゅいん） 3棟〔京都市左京区一乗寺竹ノ内町〕 
  - 大書院
  - 小書院
  - 庫裏
- 由岐神社拝殿（ゆきじんじゃはいでん）〔京都市左京区鞍馬本町〕
- 来迎院三重塔（らいごういんさんじゅうのとう）（石塔）〔京都市左京区大原来迎院町〕
- 吉田神社斎場所太元宮（よしだじんじゃさいじょうしょだいげんぐう）〔京都市左京区吉田神楽岡町〕
- 對龍山荘 4棟〔京都市左京区南禅寺福地町〕
  - 主屋
  - 北土蔵
  - 南土蔵
  - 表門

### 東山区
- 安養寺宝塔〔京都市東山区八坂鳥居前東入円山町〕
- 雲竜院本堂〔京都市東山区泉涌寺山内町〕 - 泉涌寺塔頭
- 清水寺（きよみずでら） 15棟〔京都市東山区清水〕 - 明細は清水寺参照
- 清水寺本堂 1棟、境内地 - 国宝
- 旧帝国京都博物館 4棟〔京都市東山区茶屋町〕 - 京都国立博物館
  - 本館
  - 表門
  - 札売場及び袖塀（北）
  - 札売場及び袖塀（南）
- 建仁寺勅使門（矢の根門）〔京都市東山区大和大路通四条下る四丁目小松町〕
- 建仁寺方丈
- 高台寺開山堂〔京都市東山区下河原通八坂鳥居前下る下河原町〕
- 高台寺観月台
- 高台寺傘亭（安閑窟）及び時雨亭（こうだいじかさてい（あんかんくつ）およびしぐれてい） 2棟
- 高台寺表門
- 高台寺霊屋（こうだいじおたまや）
- 三聖寺愛染堂（さんしょうじあいぜんどう）〔京都市東山区本町〕 - 東福寺内
- 地主神社（じしゅじんじゃ） 3棟、境内地〔京都市東山区清水〕 
  - 本殿
  - 拝殿
  - 総門
- 泉涌寺開山塔及び開山堂（せんにゅうじかいざんとうおよびかいざんどう） 1基1棟
- 泉涌寺大門
- 泉涌寺仏殿
- 泉涌寺無縫塔 2基
- 知恩院 5棟〔京都市東山区新橋通大和大路東入三丁目林下町〕 
  - 大方丈
  - 小方丈
  - 集会堂（しゅうえどう）
  - 大庫裏
  - 小庫裏
- 知恩院唐門
- 知恩院経蔵
- 知恩院三門 - 国宝
- 知恩院勢至堂
- 知恩院大鐘楼
- 知恩院本堂（御影堂）（ちおんいんほんどう（みえいどう）） - 国宝
- 東福寺偃月橋（とうふくじえんげつきょう）〔京都市東山区本町〕
- 東福寺月下門（月華門）
- 東福寺三門 - 国宝
- 東福寺十三重塔（石塔）
- 東福寺常楽庵 7棟 - 明細は東福寺#文化財参照
- 東福寺鐘楼
- 東福寺禅堂（選仏場）
- 東福寺東司
- 東福寺二王門
- 東福寺浴室
- 東福寺六波羅門
- 豊国神社唐門（とよくにじんじゃからもん）〔京都市東山区大和大路通正面東入茶屋町〕 - 国宝
- 法観寺五重塔（八坂塔）〔京都市東山区八坂通下河原東入八坂上町〕
- 妙法院玄関〔京都市東山区東大路通渋谷下る妙法院前側町〕
- 妙法院庫裏 - 国宝
- 妙法院大書院
- 八坂神社本殿〔京都市東山区祇園町北側〕 - 国宝
- 八坂神社 29棟 - 明細は八坂神社参照
- 養源院　4棟〔東山区大和大路通七条下る三十三間堂廻り町〕 
  - 客殿
  - 護摩堂
  - 鐘楼堂
  - 中門
- 竜吟庵表門（りょうぎんあんおもてもん）〔京都市東山区本町〕 - 東福寺塔頭
- 竜吟庵庫裏
- 竜吟庵方丈 - 国宝
- 良正院 2棟〔京都市東山区新橋通大和大路東入三丁目林下町〕
  - 本堂
  - 表門
- 蓮華王院築地塀（太閤塀）〔京都市東山区三十三間堂廻り町〕 - 三十三間堂参照（妙法院所有）
- 蓮華王院南大門（妙法院所有）
- 蓮華王院本堂（三十三間堂） - 国宝（妙法院所有）
- 六波羅蜜寺本堂〔京都市東山区松原通大和大路東入二丁目轆轤町〕
- 旧村井家別邸（長楽館）〔京都市東山区八坂鳥居前東入円山町〕[1]

### 山科区
- 勧修寺書院（かじゅうじしょいん）〔京都市山科区勧修寺仁王堂町〕
- 本圀寺経蔵（輪蔵）（ほんこくじきょうぞう（りんぞう））〔京都市山科区御陵大岩町〕

### 伏見区
- 安楽寿院五輪塔〔京都市伏見区竹田内畑町〕
- 御香宮神社表門（ごこうのみやじんじゃおもてもん）〔京都市伏見区御香宮門前町〕
- 御香宮神社本殿
- 三宝院唐門〔京都市伏見区醍醐東大路町〕 - 国宝
- 三宝院殿堂 7棟 - 一部国宝
  - 表書院 - 国宝
  - （ほか6棟） - 明細は三宝院参照
- 三宝院宝篋印塔〔京都市伏見区醍醐上端山町〕
- 醍醐寺開山堂〔京都市伏見区醍醐醍醐山〕
- 醍醐寺金堂〔京都市伏見区醍醐伽藍町〕 - 国宝
- 醍醐寺五重塔〔京都市伏見区醍醐伽藍町〕 - 国宝
- 醍醐寺清滝宮拝殿〔京都市伏見区醍醐醍醐山〕 - 国宝
- 醍醐寺清滝宮本殿〔京都市伏見区醍醐伽藍町〕
- 醍醐寺如意輪堂〔京都市伏見区醍醐醍醐山〕
- 醍醐寺薬師堂〔京都市伏見区醍醐醍醐山〕 - 国宝
- 伏見稲荷大社御茶屋〔京都市伏見区深草薮ノ内町〕
- 伏見稲荷大社 8棟 - 明細は伏見稲荷大社参照
- 藤森神社境内社大将軍社社殿〔京都市伏見区深草鳥居崎町〕
- 藤森神社境内社八幡宮本殿
- 法界寺阿弥陀堂（ほうかいじあみだどう）〔京都市伏見区日野西大道町〕 - 国宝
- 法界寺本堂（薬師堂）
- 寶塔寺四脚門（総門）〔京都市伏見区深草宝塔寺山町〕
- 寶塔寺塔婆（多宝塔）
- 寶塔寺本堂
- 与杼神社拝殿（よどじんじゃはいでん）〔京都市伏見区淀本町〕

### 南区
- 観智院客殿〔京都市南区九条町〕 - 国宝、東寺子院
- 教王護国寺灌頂院 3棟〔京都市南区九条町〕 - 東寺参照
  - 灌頂院
  - 東門
  - 北門
- 教王護国寺北総門
- 教王護国寺慶賀門
- 教王護国寺講堂
- 教王護国寺五重小塔
- 教王護国寺五重塔 - 国宝
- 教王護国寺金堂 - 国宝
- 教王護国寺大師堂（西院御影堂） - 国宝
- 教王護国寺東大門
- 教王護国寺南大門
- 教王護国寺宝蔵
- 教王護国寺北大門
- 教王護国寺蓮花門 - 国宝

### 下京区
- 梅小路機関車庫〔京都市下京区歓喜寺町〕
- 燕庵（えんなん）〔京都市下京区西洞院通正面下る鍛冶屋町〕
- 旧真宗信徒生命保険株式会社本館（本願寺伝道院）〔下京区油小路通正面下る玉本町〕
- 真宗本廟東本願寺 20棟〔下京区烏丸通七条上る常葉町〕 - 明細は東本願寺参照
- 真宗本廟東本願寺内事 3棟
  - 洋館
  - 日本館
  - 鶴の間
- 杉本家住宅 4棟、土地〔京都市下京区綾小路通新町西入矢田町〕
  - 主屋
  - 大蔵
  - 隅蔵
  - 中蔵
- 角屋（すみや） 1棟、土地〔京都市下京区西新屋敷揚屋町〕
- 本願寺 7棟〔京都市下京区堀川通花屋町下る本願寺門前町〕 - 明細は西本願寺参照
- 本願寺唐門〔京都市下京区堀川通花屋町下る本願寺門前町〕 - 国宝
- 本願寺北能舞台 - 国宝
- 本願寺黒書院及び伝廊 2棟 - 国宝
- 本願寺玄関、浪之間、虎之間、太鼓之間（1棟）
- 本願寺御影堂（ごえいどう） - 国宝
- 本願寺書院（対面所及び白書院） - 国宝
- 本願寺能舞台
- 本願寺飛雲閣 - 国宝
- 本願寺阿弥陀堂 - 国宝
- 本願寺浴室（黄鶴台）
- 龍谷大学 4棟〔京都市下京区猪熊通七条上る大工町〕 
  - 本館
  - 南黌
  - 北黌
  - 旧守衛所

### 中京区
- 小川家住宅（京都府京都市中京区大宮通御池下る） 3棟、土地〔京都市中京区大宮通御池下る三坊大宮町〕 - 「二条陣屋」
  - 主屋
  - 北土蔵
  - 西土蔵
- 旧日本銀行京都支店〔京都市中京区三条通高倉西入菱屋町〕 - 京都文化博物館別館
- 二条城 28棟〔京都市中京区二条通堀川西入二条城町〕 - 一部国宝
  - 二の丸御殿遠侍及び車寄 - 国宝
  - 二の丸御殿式台 - 国宝
  - 二の丸御殿大広間 - 国宝
  - 二の丸御殿蘇鉄之間 - 国宝
  - 二の丸御殿黒書院 - 国宝
  - 二の丸御殿白書院 - 国宝
  - （ほか22棟）- 明細は二条城参照
- 壬生寺大念仏堂（狂言舞台）（みぶでらだいねんぶつどう）〔京都市中京区壬生梛ノ宮町〕
- 京都ハリストス正教会生神女福音聖堂〔京都市中京区柳馬場通二条上ル〕

### 上京区
- 引接寺塔婆（いんじょうじとうば）(石塔)〔京都市上京区千本通盧山寺上る閻魔前町〕
- 裏千家住宅（京都府京都市上京区小川通寺之内上る本法寺前町）〔京都市上京区小川通寺之内上る本法寺前町〕
- 表千家祖堂〔京都市上京区小川通寺之内上る本法寺前町〕
- 北野天満宮 8棟〔京都市上京区馬喰町〕 - 一部国宝
  - 本殿、石の間、拝殿、楽の間（1棟） - 国宝
  - （ほか7棟） - 明細は北野天満宮参照
- 旧京都中央電話局西陣分局舎〔京都市上京区油小路通中立売下る甲斐守町〕
- 京都府庁旧本館〔京都市上京区下立売通新町西入薮ノ内町〕
- 相国寺本堂（法堂）（しょうこくじほんどう（はっとう））〔京都市上京区今出川通烏丸東入相国寺門前町〕
- 大報恩寺本堂（千本釈迦堂）〔京都市上京区五辻通六軒町西入溝前町〕 - 国宝
- 同志社（旧英学校、神学校及び波理須理科学校） 5棟〔京都市上京区今出川通烏丸東入玄武町〕 
  - 彰栄館
  - 礼拝堂
  - 有終館
  - ハリス理化学館
  - クラーク記念館
- 宝篋印塔（鶴の塔）〔京都市上京区御車道通清和院口上る梶井町〕 - 北村美術館
- 報土寺 2棟〔京都市上京区仁和寺街道六軒町西入四番町〕
  - 本堂
  - 表門
- 冷泉家住宅（京都府京都市上京区今出川通烏丸東入）（れいぜいけじゅうたく） 4棟、土地〔京都市上京区今出川通烏丸東入玄武町〕 - 冷泉家時雨亭文庫参照
  - 座敷及び台所
  - 御文庫
  - 台所蔵
  - 表門
- 本隆寺　2棟〔京都市上京区智恵光院通五辻上る紋屋町〕
  - 本堂
  - 祖師堂

### 北区
- 黄梅院（おうばいいん） 2棟〔京都市北区紫野大徳寺町〕 - 大徳寺塔頭
  - 本堂
  - 庫裏
- 賀茂別雷神社（かもわけいかづちじんじゃ） 36棟〔京都市北区上賀茂本山〕 - 一部国宝 - 上賀茂神社
  - 本殿 - 国宝
  - 権殿 - 国宝
  - （ほか34棟） - 明細は賀茂別雷神社参照
- 玉林院南明庵及び茶室（蓑庵、霞床席）（ぎょくりんいんなんめいあんおよびちゃしつ（さあん、かすみどこせき））　3棟〔京都市北区紫野大徳寺町〕 - 大徳寺塔頭
- 玉林院本堂
- 興臨院表門〔京都市北区紫野大徳寺町〕 - 大徳寺塔頭
- 興臨院本堂
- 孤篷庵本堂（方丈）、書院及び忘筌 3棟〔京都市北区紫野大徳寺町〕 - 大徳寺塔頭
- 聚光院茶室（じゅこういんちゃしつ）〔京都市北区紫野大徳寺町〕 - 大徳寺塔頭
- 聚光院本堂
- 正傳寺本堂〔京都市北区西賀茂鎮守庵町〕
- 眞珠庵庫裏〔京都市北区紫野大徳寺町〕 - 大徳寺塔頭
- 眞珠庵通仙院
- 眞珠庵本堂
- 瑞峯院表門（ずいほういんおもてもん）〔京都市北区紫野大徳寺町〕 - 大徳寺塔頭
- 瑞峯院本堂
- 大仙院書院〔京都市北区紫野大徳寺町〕 - 大徳寺塔頭
- 大仙院本堂 - 国宝
- 大徳寺 11棟〔京都市北区紫野大徳寺町〕 - 一部国宝
  - 方丈及び玄関 2棟 - 国宝
  - （ほか9棟） - 明細は大徳寺参照
- 大徳寺鐘楼
- 大徳寺勅使門
- 大徳寺唐門 - 国宝
- 平野神社本殿 2棟〔京都市北区平野宮本町〕
- 龍源院表門（りょうげんいんおもてもん）〔京都市北区紫野大徳寺町〕- 大徳寺塔頭
- 龍源院本堂
- 龍光院（りょうこういん） 5棟〔京都市北区紫野大徳寺町〕 - 大徳寺塔頭 
  - 昭堂
  - 寮及小庫裏
  - 盤桓廊（ばんかんろう）
  - 兜門
  - 禹門（うもん）
- 龍光院書院 - 国宝
- 龍光院黒田家霊屋

### 右京区
- 為因寺宝篋印塔〔京都市右京区梅ヶ畑奥殿町〕
- 愛宕念仏寺本堂（おたぎねんぶつじほんどう）〔京都市右京区嵯峨鳥居本深谷町〕
- 覚勝院宝篋印塔〔京都市右京区嵯峨釈迦堂藤ノ木町〕[2]
- 玉鳳院開山堂〔京都市右京区花園妙心寺町〕 - 妙心寺塔頭
- 玉鳳院四脚門（微笑庵前門）
- 高山寺石水院（五所堂）〔京都市右京区梅ヶ畑栂尾町〕 - 国宝
- 高山寺如法経塔
- 高山寺宝篋印塔
- 衡梅院本堂〔京都市右京区花園妙心寺町〕 - 妙心寺塔頭
- 広隆寺桂宮院本堂〔京都市右京区太秦蜂岡町〕 - 国宝
- 広隆寺講堂
- 常寂光寺塔婆（多宝塔）〔京都市右京区嵯峨小倉山町〕
- 神護寺大師堂〔京都市右京区梅ヶ畑高雄町〕
- 大覚寺客殿（対面所）〔京都市右京区嵯峨大沢町〕
- 大覚寺宸殿
- 退蔵院本堂〔京都市右京区花園妙心寺町〕 - 妙心寺塔頭
- 長福寺宝塔〔京都市右京区梅津中村町〕
- 天球院本堂〔京都市右京区花園妙心寺町〕 - 妙心寺塔頭
- 仁和寺（にんなじ） 14棟〔京都市右京区御室大内〕- 明細は仁和寺参照
- 仁和寺金堂 - 国宝
- 福王子神社 3棟〔京都市右京区宇多野福王子町〕
  - 本殿
  - 拝殿
  - 鳥居
- 妙心寺 13棟〔京都市右京区花園妙心寺町〕 - 明細は妙心寺参照
- 竜安寺本堂（りょうあんじほんどう）〔京都市右京区竜安寺御陵ノ下町〕
- 靈雲院書院（れいうんいんしょいん）〔京都市右京区花園妙心寺町〕 - 妙心寺塔頭

### 西京区
- 西芳寺湘南亭 2棟〔京都市西京区松尾神ケ谷町〕
  - 本家
  - 待合及廊下
- 松尾大社本殿〔京都市西京区嵐山宮町〕
- 善峰寺多宝塔（よしみねでらたほうとう）〔京都市西京区大原野小塩町〕

## 府下 （山城）

### 宇治市
- 浮島十三重塔〔宇治市〕（放生院所有）
- 宇治上神社摂社春日神社本殿（うじがみじんじゃせっしゃかすがじんじゃほんでん）〔宇治市〕
- 宇治上神社拝殿 - 国宝
- 宇治上神社本殿 - 国宝
- 宇治神社本殿
- 許波多神社本殿（こはたじんじゃほんでん）〔宇治市〕
- 十八神社本殿〔宇治市〕 - 三室戸寺
- 浄土院養林庵書院〔宇治市〕 - 平等院山内
- 白山神社拝殿〔宇治市〕
- 平等院観音堂〔宇治市〕
- 平等院鳳凰堂 4棟 - 国宝
  - 中堂
  - 両翼楼2棟（北・南）
  - 尾廊
- 萬福寺（まんぷくじ） 16棟〔宇治市〕 - 一部国宝
  - 大雄宝殿、法堂、天王殿 3棟 - 国宝[3]
  - （ほか13棟）- 明細は萬福寺参照
- 萬福寺松隠堂 7棟 - 明細は萬福寺参照
- 松殿山荘　12棟〔宇治市〕 - 明細は松殿山荘参照

### 木津川市
- 海住山寺五重塔（かいじゅうせんじごじゅうのとう）〔木津川市〕 - 国宝
- 海住山寺文殊堂
- 岩船寺五輪塔（がんせんじごりんとう）〔木津川市〕
- 岩船寺三重塔
- 岩船寺十三重塔
- 岩船寺石室
- 小林家住宅（京都府相楽郡山城町）〔木津川市〕
- 御靈神社本殿（ごりょうじんじゃほんでん）〔木津川市加茂町〕
- 五輪塔〔木津川市木津町〕 - 木津惣墓
- 五輪塔 2基〔木津川市加茂町〕 - 西小（にしお）墓地
- 相樂神社本殿（さがなかじんじゃほんでん）〔木津川市〕
- 十三重塔〔木津川市〕 - 辻千日墓地
- 浄瑠璃寺三重塔（九体寺三重塔）〔木津川市〕 - 国宝
- 浄瑠璃寺本堂（九体寺本堂） - 国宝
- 神童寺本堂〔木津川市〕
- 泉橋寺五輪塔〔木津川市〕
- 天神社十三重塔〔木津川市〕
- 白山神社本殿〔木津川市〕
- 松尾神社本殿〔木津川市〕

### その他
- 向日神社本殿〔向日市〕
- 自玉手祭来酒解神社神輿庫（たまてよりまつりきたるさかとけじんじゃみこしぐら）〔乙訓郡大山崎町〕
- 寶積寺三重塔（ほうしゃくじさんじゅうのとう）〔乙訓郡大山崎町〕
- 妙喜庵書院及び茶室（待庵） 2棟〔乙訓郡大山崎町〕 - 一部国宝
  - 書院
  - 茶室（待庵） - 国宝
- 聴竹居（ちょうちくきょ）（旧藤井厚二邸） 3棟、土地〔乙訓郡大山崎町〕
  - 本屋
  - 閑室
  - 茶室
- 伊佐家住宅（京都府八幡市上津屋） 5棟、土地〔八幡市〕
  - 主屋
  - 長蔵
  - 内蔵
  - 東蔵
  - 乾蔵
- 石清水八幡宮本社 10棟（いわしみずはちまんぐう）〔八幡市〕 - 国宝 - 明細は石清水八幡宮参照
- 石清水八幡宮　8棟 - 明細は石清水八幡宮参照
- 石清水八幡宮五輪塔
- 正法寺（しょうぼうじ） 3棟〔八幡市〕
  - 本堂
  - 大方丈
  - 唐門
- 雙栗神社本殿（さぐりじんじゃほんでん）〔久世郡久御山町〕
- 荒見神社本殿〔城陽市〕
- 久世神社本殿〔城陽市〕
- 水度神社本殿（みとじんじゃほんでん）〔城陽市〕
- 佐牙神社本殿（さがじんじゃほんでん） 2棟〔京田辺市〕
- 澤井家住宅（京都府綴喜郡田辺町）〔京田辺市〕
- 酬恩庵（しゅうおんあん） 6棟〔京田辺市〕 - 明細は酬恩庵参照
- 酬恩庵本堂
- 白山神社本殿〔京田辺市〕
- 法泉寺十三重塔〔京田辺市〕
- 春日神社本殿〔相楽郡精華町〕
- 新殿神社十三重塔〔相楽郡精華町〕
- 金胎寺多宝塔（こんたいじたほうとう）〔相楽郡和束町〕
- 金胎寺宝篋印塔
- 天満宮本殿〔相楽郡和束町〕
- 笠置寺十三重塔（かさぎでらじゅうさんじゅうのとう）〔相楽郡笠置町〕

## 府下（丹波）
- 愛宕神社本殿（あたごじんじゃほんでん）〔亀岡市〕
- 出雲大神宮本殿〔亀岡市〕
- 梅田神社本殿〔亀岡市〕
- 延福寺十三重塔〔亀岡市〕
- 金輪寺五重塔（きんりんじごじゅうのとう）（石塔）〔亀岡市〕
- 遠山家住宅4棟、土地 （京都府亀岡市河原林町）〔亀岡市〕 - 
  - 主屋
  - 米蔵
  - 借物蔵
  - 長屋門
- 寶林寺九重塔（石塔）〔亀岡市〕
- 石田家住宅（京都府北桑田郡美山町）〔南丹市〕
- 大山祗神社本殿（おおやまずみじんじゃほんでん）〔南丹市園部町〕
- 春日神社本殿〔南丹市園部町高屋〕
- 九品寺大門（くほんじだいもん）〔南丹市〕
- 小林家住宅（京都府北桑田郡美山町） 3棟〔南丹市〕
  - 主屋
  - 小屋
  - 土蔵
- 普濟寺仏殿〔南丹市園部町若森〕
- 観音堂〔船井郡京丹波町〕
- 九手神社本殿（くてじんじゃほんでん）〔船井郡京丹波町〕
- 大福光寺多宝塔〔船井郡京丹波町〕
- 大福光寺本堂
- 渡邊家住宅（京都府船井郡丹波町）〔船井郡京丹波町〕
- 石田神社境内社 恵比須神社本殿〔綾部市〕
- 旧岡花家住宅（旧所在 京都府船井郡瑞穂町）〔綾部市〕
- 光明寺二王門〔綾部市〕 - 国宝
- 島田神社本殿〔福知山市〕
- 齋神社本殿〔綾部市〕

## 府下（丹後）
- 金剛院塔婆（三重塔）〔舞鶴市〕
- 舞鶴旧鎮守府水道施設 10所、土地〔舞鶴市〕 - 舞鶴鎮守府、与保呂川など参考
  - 桂取水堰堤
  - 桂量水堰堤
  - 旧岸谷川上流本流取水堰堤
  - 旧岸谷川上流支流取水堰堤
  - 岸谷川下流取水堰堤
  - 与保呂川支流砂防堰堤
  - 岸谷川上流支流砂防堰堤
  - 旧接合井
  - 旧第一配水池
  - 旧第二配水池
- 舞鶴旧鎮守府倉庫施設 7棟〔舞鶴市〕 - 明細は舞鶴赤レンガ倉庫群参照
- 行永家住宅（京都府舞鶴市小倉）（ゆきながけじゅうたく） 3棟、土地〔舞鶴市〕
  - 主屋
  - 道具蔵
  - 新蔵
- 旧三上家住宅（京都府宮津市河原） 8棟〔宮津市〕 - 明細は旧三上家住宅参照
- 智恩寺多宝塔〔宮津市〕
- 縁城寺宝篋印塔〔京丹後市〕
- 本願寺本堂〔京丹後市〕
- 経ヶ岬灯台〔京丹後市〕[4]
- 宮津洗者聖若翰天主堂 〔宮津市〕
- 旧尾藤家住宅 8棟〔与謝郡与謝野町〕
  - 主屋
  - 奥座敷
  - 内蔵
  - 新座敷
  - 雑蔵
  - 新蔵
  - 奥蔵
  - 米蔵